# Ruiskopf
Der Ruiskopf ist ein 3090 m ü. A. hoher Berggipfel der Schobergruppe an der Grenze zwischen Osttirol und Kärnten. Der Gipfel wurde erstmals am 8. September 1910 von A. Langbein und J. Zbiral begangen.

## Lage
Der Ruiskopf liegt im Westen der Schobergruppe an der Grenze zwischen den Gemeinden Kals am Großglockner (Osttirol) und Heiligenblut am Großglockner (Kärnten). Der Ruiskopf liegt zwischen dem Bösen Weibl (3119 m ü. A.) im Norden und dem Kristallkopf (3160 m ü. A.) im Südosten, wobei die Kristallscharte (2945 m ü. A.) den Ruiskopf vom Kristallkopf trennt. Westlich liegt des Weiteren das Tschadinhorn (3119 m ü. A.). Benachbarte Täler sind das Tal des Ruisbachs im Westen und das Tal des Tramerbach im Nordosten, wobei der Ruisbach nach kurzem Verlauf in den Lesachbach und der Tramerbach ebenso in den Gössnitzbach entwässert. Naher Stützpunkt ist die Elberfelder Hütte im Osten (die Lesachalmhütte im Westen ist nicht mehr bewirtschaftet).

## Aufstiegsmöglichkeiten
Der Normalweg auf den wenig begangenen Ruiskopf führt von der Kristallscharte über den scharfkantigen Südostgrat (II–III), wobei die Kristallscharte von der westlich gelegenen Lesachalmhütte oder der östlich gelegenen Elberfelder Hütte erreicht werden kann. Im Schlussanstieg führt der Anstieg zeitweise über die abschüssige Westflanke, wobei zuletzt ein rund 10 Meter hoher Kamin überwunden werden muss.
Als alternative Route bietet sich der Weg über den Nordgrat (III) aus dem Tschadinsattel an, der ebenfalls von den genannten Hütten aus erreicht werden kann. Hierbei wird nach dem Tschadinsattel zunächst die Ruisscharte (zwischen dem Ruiskopf und dem Vorgipfel des Bösen Weibl) begangen und danach der Nordgrat erklettert.